# Eubolia
Eubolia là một chi bướm đêm thuộc họ Geometridae.